# Tapenagá
Tapenagá is een departement in de Argentijnse provincie Chaco. Het departement (Spaans:  departamento) heeft een oppervlakte van 6.025 km² en telt 4.188 inwoners.

## Plaatsen in departement Tapenagá
- Charadai
- Cote Lai